# Omamy (album)
Omamy – debiutancki album studyjny polskiej piosenkarki Julii Wieniawy. Wydawnictwo ukazało się 17 czerwca 2022 nakładem wytwórni muzycznej Kayax w dystrybucji e-Muzyka.
Album jest utrzymany w stylu muzyki pop. Składa się z wersji standardowej (1 CD).
Płyta zadebiutowała na 4. miejscu polskiej listy sprzedaży – OLiS.
Nagrania były promowane singlami: „SMRC”, „Na darmo”, „Rozkosz”, „Nie mów”, „Milczysz”, „Omamy”, „Wenus” i „Mi nie żal”.

## Lista utworów
Opracowano na podstawie materiału źródłowego.
| Omamy – Wersja standardowa | Omamy – Wersja standardowa                      | Omamy – Wersja standardowa | Omamy – Wersja standardowa                         | Omamy – Wersja standardowa |
| Nr                         | Tytuł utworu                                    | Słowa                      | Muzyka                                             | Długość                    |
| -------------------------- | ----------------------------------------------- | -------------------------- | -------------------------------------------------- | -------------------------- |
| 1.                         | „Rozkosz”                                       | Katarzyna Lins             | Julia Wieniawa, Jakub Karaś                        | 4:02                       |
| 2.                         | „Nie mów”                                       | Marcin Januszkiewicz       | Mikołaj Dobber                                     | 3:10                       |
| 3.                         | „Milczysz”                                      | Arkadiusz Kłusowski        | Maciej Sawoch                                      | 3:30                       |
| 4.                         | „Mi nie żal”                                    | Katarzyna Lins             | Julia Wieniawa, Jakub Karaś                        | 3:43                       |
| 5.                         | „SMRC”                                          | Maria Żak                  | Julia Wieniawa, Wojciech Urbański, Michał Sarapata | 3:26                       |
| 6.                         | „Wenus”                                         | Katarzyna Lins             | Julia Wieniawa, Jakub Karaś                        | 3:52                       |
| 7.                         | „Szpieg”                                        | Arkadiusz Kłusowski        | Arkadiusz Kłusowski, Maciej Sawoch                 | 4:19                       |
| 8.                         | „Bądź obok”                                     | Arkadiusz Kłusowski        | Maciej Sawoch                                      | 3:35                       |
| 9.                         | „Nie mam dla Ciebie miłości” (oraz Jakub Karaś) | Barbara Adamczyk           | Radosław Skubaja                                   | 3:50                       |
| 10.                        | „Na darmo”                                      | Arkadiusz Kłusowski        | Maciej Sawoch, Jakub Karaś                         | 3:35                       |
| 11.                        | „Mnożą się sny”                                 | Arkadiusz Kłusowski        | Maciej Sawoch                                      | 3:40                       |
| 12.                        | „Omamy”                                         | Katarzyna Lins             | Julia Wieniawa, Jakub Karaś                        | 2:44                       |
|                            |                                                 |                            |                                                    | 43:26                      |

## Pozycja na liście sprzedaży

### Pozycja na liście tygodniowej
| Kraj   | Lista (2022)              | Najwyższa pozycja |
| ------ | ------------------------- | ----------------- |
| Polska | Oficjalna Lista Sprzedaży | 4                 |